# Эдувиль, Габриэль Мари Жозеф Теодор
Габриэль Мари Жозеф Теодор Эдувиль (27 июня 1755, Лаон — 30 марта 1825, Бретиньи-сюр-Орж, департамент Сена и Уаза) — французский военачальник и дипломат, посол Франции в России (1801—1804).

## Ранние годы
Будущий генерал родился в маленьком городе Лаон в дворянской семье. Его отец был офицером королевской армии и кавалером ордена Святого Людовика, и участвовал во многих войнах короля Людовика XV. Семья Эдувиль была известна по документам с 1553 года, а патенты, подтверждающие дворянство, были ей выданы в 1669 году.
Молодой Д’Эдувиль окончил сперва Военную школу Ла-Флеш, затем Военную школу в Париже. В 1773 году он начал службу в драгунском полку Лангедока. К началу революции — лейтенант.

## Эпоха революции
В отличие от некоторых однополчан, Эдувиль решил не уезжать в эмиграцию. Он служит в революционной армии, участвует в Сражении при Вальми. В 1793 году он уже бригадный генерал и начальник штаба Мозельской армии. Эдувиль многократно отличился при занятии французами Голландии, сам во главе авангарда армии захватывал у отступающих австрийцев населённые пункты. В том же 1793 году он, под началом генерала Гоша, участвовал в сражении при Кайзерслаутерне, не вполне удачном для французов. После этого Эдувиль был обвинен якобинцами в пособничестве контрреволюционным замыслам, отстранён от должности, и, наряду со многими другими генералами, был заключен в тюрьму, откуда был освобожден только после конца эпохи якобинского террора.
После освобождения Эдувиль был направлен в Бретань, сражаться против повстанцев-роялистов. Он был назначен начальником штаба Армии Шербурского побережья, затем возглавил Армию Брестского побережья. За свои действия против роялистов получил чин дивизионного генерала. Затем, вновь став начальником штаба генерала Гоша, национального героя Франции, который, по все видимости, ценил советы Эдувиля, человека гораздо старше его по возрасту и совсем иного происхождения, Эдувиль содействовал ему в подавлении восстания в Вандее. За это Республиканское правительство выразило генералу свою признательность, отправив ему пару богато украшенных пистолетов, ружье и трёх великолепных лошадей (орденов во Франции в те годы не было, а высшего чина — дивизионного генерала, Эдувиль к тому моменту уже достиг).
Когда на Сан-Доминго вспыхнула революция, Эдувиль был направлен умиротворить восставший край. Понимая, что, до тех пор, пока Франция ведёт войну с Англией, восстановить французскую власть на острове не удастся, Эдувиль попытался столкнуть Туссена-Лувертюра с лидером мулатов Андре Риго, который правил южной частью Гаити как полунезависимым государством. Однако и ограниченных сил генерала, и даже его дипломатических способностей оказалось явно недостаточно — повстанцы, сторонники Туссен-Лувертюра, взяли над ним верх и вынудили генерала бежать во Францию. Тем не менее напряженные отношения между Риго и Туссен-Лувертюром на много лет стали одним из определяющих факторов гаитянской политики.

## Мирный договор в Вандее. Посол в России

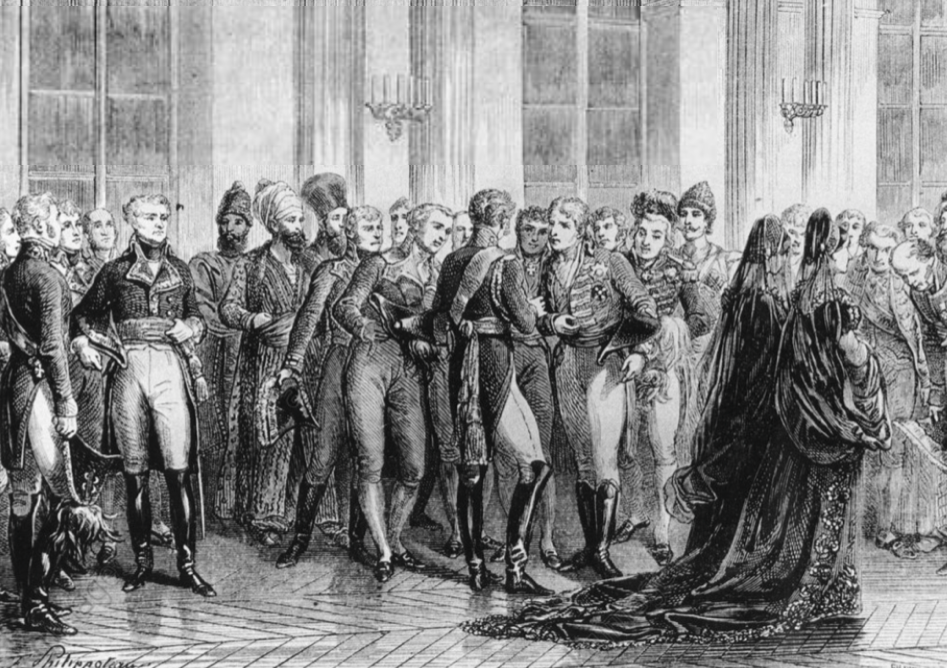
Генерал Д’Эдувиль на приёме у Александра I.

В 1799 году, в связи с началом Войны второй коалиции, в Вандее вновь запылало восстание. Ещё при Директории была поставлена задача умиротворить Вандею. Генерал Брюн нанёс несколько ощутимых поражений повстанцам. После прихода к власти Бонапарта, решительного республиканца Брюна сменил уравновешенный, склонный к ведению переговоров Эдувиль. Одновременно Бонапартом была объявлена широкая амнистия восставшим.
В результате 23 фримера VIII года вожди восставших Дотишамп, Фротте, Бурмон, Сапино и другие подписали в Пуансэ договор о перемирии. Дело шло к заключению мира, но дипломатическая осторожность, с которой вёл переговоры Эдувиль, раздражала Бонапарта, и приказом от 7 нивоза он потребовал от инсургентов сдачи оружия в 10-дневный срок. Но к этому времени благодаря усилиям Эдувиля покорность изъявил левый берег Луары, вскоре за ним последовал и правый берег. Бонапарт отставил Эдувиля и вновь назначил на его место Брюна, который и заключил с большинством лидеров повстанцев 18 января 1800 года мир в Монфоконе (paix de Montfaucon). Только Фротте в Нормандии отказался сложить оружие. После того, как против Фротте было послано войско в 6000 человек, он сразу сдался и, несмотря на предоставление ему охранной грамоты, был расстрелян 29 плювиоза. Так окончились восстание в Вандее и Шуанская война.
После этого Бонапарт назначил Эдувиля послом в России. Поначалу Эдувиль относительно успешно выполнял свои обязанности, так как Россия, после восшествия на престол Александра I, была, более чем раньше, расположена к переговорам с Францией. Однако в 1804 году проживавший в Бадене, граничащем с Францией германском государстве, герцог Энгиенский, член семьи Бурбонов и сын последнего принца Конде, был вывезен во Францию и казнён по приказу Наполеона. Когда эту новость получили в Санкт-Петербурге, весь двор облачился в траур. Только Эдувиль, еще не получивший новостей, явился к царю в своей обычной одежде, чем еще усилил его гнев, вызванный гибелью герцога, после чего вынужден был покинуть Россию.
Вскоре началась новая война России и Франции, которая окончилась только в 1807 году с подписанием Тильзитского мира. После этого послом Франции в Россию был назначен Савари, однако, поскольку он являлся одним из непосредственных организаторов пресловутого убийства герцога Энгиенского, российская сторона настояла на его замене. На смену Савари был прислан Коленкур, которого в 1811 году сменил Лористон. Именно Коленкур, автор частично переведённых на русский язык мемуаров, и Лористон, персонаж знаменитой картины Верещагина, которого Наполеон позднее, уже из Москвы, посылал на переговоры с Кутузовым, как правило упоминаются в российских научных и популярных работах как послы Наполеона в России. При этом их предшественник, генерал Эдувиль, чаще всего не упоминается вообще.

## Дальнейшие события
После этого Эдувиль уже не занимал настолько значительных постов, но был сделан сенатором, великим офицером ордена Почётного легиона, а позднее членом палаты пэров. Он, кроме того, исполнял обязанности посла в марионеточном княжестве Лукка и Пьомбино, которое Наполеон создал в Италии для своей сестры Элизы Бонапарт и её мужа Паскаля Бачиокки, затем во Франкфурте, который также фактически подчинялся Наполеону. Во время походов 1805—1807 года он был начальником штаба одного из армейских корпусов — не слишком высокая должность для человека, ранее возглавлявшего несколько армий. Он получил также и титул графа и звание камергера, однако, возможно, обиженный долгим невниманием императора, горячо поддержал возвращение короля и даже проголосовал за смертную казнь для героя Франции маршала Нея.
Его потомки по прямой мужской линии были графами и пэрами Франции. Линия рода, идущая от генерала, угасла в 1935 году.

## Чины
- Лейтенант (10 мая 1788).
- Капитан (25 января 1792).
- Бригадный генерал (8 марта 1793).

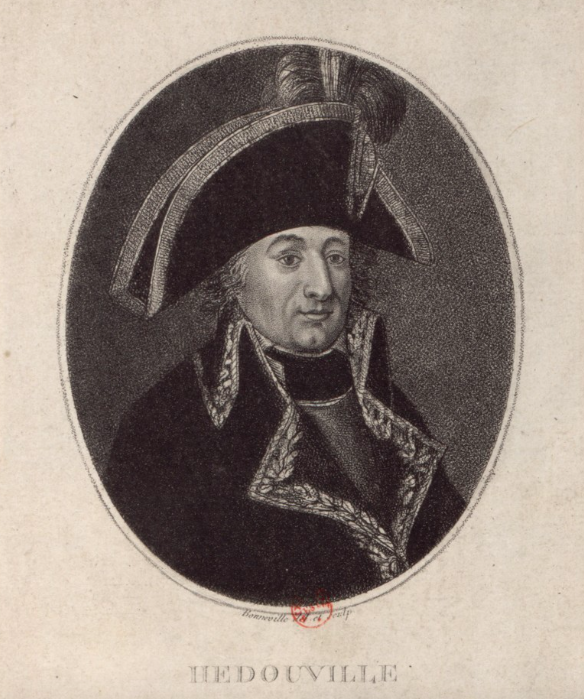
Дивизионный генерал Д’Эдувиль — наполеоновский командующий в Вандее

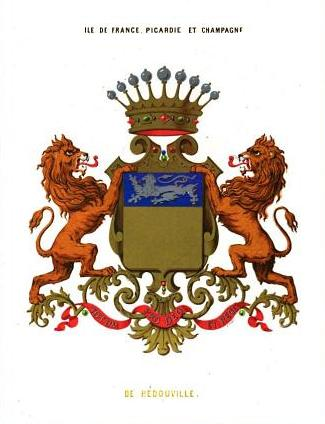
рода Д’Эдувилей (королевская Франция). В верхней части щита серебряный леопард в лазоревом поле. В нижней части щита золотое поле. Щитодержатели — два льва. Щит увенчан короной.

- Дивизионный генерал (26 ноября 1795).

## Титулы
- Граф Империи (Патент выдан в мае 1808 в Байонне).
- Пэр Франции — по ордонансу от 4 июня 1814.

## Награды
- Орден Почётного легиона[2]:
  - Легионер (9 вандемьера XII года Республики — 3 октября 1803).
  - Великий офицер (25 прериаля XII года, 14 июня 1804).
- Кавалер ордена Святого Людовика (27 июня 1814) ;
- Кавалер баварского ордена Пфальцского льва (1806) ;
- Большой крест ордена Верности Великого герцогства Баден (1806).

## Память
Имя генерала Д’Эдувиль написано на западной стороне парижской Триумфальной арки.

## Образ в кино
- «Аустерлиц» (Франция, Италия, Югославия, 1960) — актёр Жан Бергер[фр.]